# Кириченко Надія Петрівна
Надія Петрівна Кириченко (біл. Надзе́я Пятро́ўна Кірычэ́нка, до шлюбу Трахимьонок, біл. Трахімёнак; 2 грудня 1955, Свєтлогорськ, Гомельська область, Білоруська РСР) — радянська спортсменка-байдарочниця, виступала за збірну СРСР у другій половині 1970-х років. Двічі срібна призерка чемпіонатів світу, чотириразова чемпіонка всесоюзної першості, багаторазова переможниця регат республіканського значення. На змаганнях представляла мінську команду «Червоний Прапор», майстер спорту міжнародного класу.

## Життєпис
Надія Трахимьонок народилася 2 грудня 1955 року в місті Свєтлогорську Гомельської області. Активно займатися веслуванням почала в ранньому дитинстві, проходила підготовку в Світлогірській дитячо-юнацькій спортивній школі № 2, пізніше перебувала в мінській веслувальній команді «Червоний Прапор». Першого серйозного успіху добилася 1975 року, коли здобула дві золоті медалі дорослої всесоюзної першості — серед байдарок-четвірок на дистанції 500 метрів і в програмі естафети 4 × 500 м. Потрапивши до основного складу радянської національної збірної, побувала на чемпіонаті світу в югославському Белграді, звідки привезла срібну нагороду. В екіпажі, куди також увійшли веслярки Лариса Безніцька, Галина Алексєєва і Катерина Нагірна, боролася за перемогу, але на фініші все ж поступилася екіпажу з НДР.
1978 року знову була кращою в Радянському Союзі серед четвірок на п'ятистах метрах, рік по тому повторила це досягнення, ставши, таким чином, чотириразовою чемпіонкою країни. Завдяки низці вдалих виступів здобула право захищати честь СРСР на світовій першості в німецькому Дуйсбурзі — в тій самій дисципліні в одному човні з Алексєєвою, Тетяною Коршуновою і Ларисою Недвигою виграла срібну медаль, знову поступившись східнонімецькій команді. Незабаром після цих змагань вирішила завершити кар'єру спортсменки. За видатні спортивні досягнення відзначена почесним званням «Майстер спорту СРСР міжнародного класу».
Нині проживає в Ростові-на-Дону[уточнити]. Розлучена, є двоє дітей: дочка Анна і син Максим.